# Bruksvallen

Bruksvallen är en idrottsplats i Söderfors. På Bruksvallen finns fotbollsplan, konstfrusen bandyplan samt ett elljusspår. Bruksvallen är hemmaplan för Söderfors GoIF.